# 1960年日本

## 政府
- 天皇：裕仁
- 內閣總理大臣：岸信介→池田勇人

## 大事紀
- 1月19日，日本首相岸信介和美國總統艾森豪威尔在华盛顿特区正式签署美日安保條約[1]
- 1月19日，為期312天的三井三池煤礦罷工（英语：Miike Struggle）爆發[2][3]

## 出生
- 2月23日——德仁，日本第126代天皇。
- 7月28日——高橋陽一，漫畫家。

## 逝世
- 10月12日——淺沼稻次郎，政治人物。